# 청라국제도시역
청라국제도시(하나금융타운)역(Cheongna Int'l City(Hana Financial Town)Station, 靑羅國際都市驛)은 대한민국 인천광역시 서구 청라동에 있는 인천국제공항철도의 전철역이다.

## 역사
- 2014년 6월 21일(토요일): 인천국제공항철도 청라국제도시역 개통과 함께 영업 개시
- 2029년 2월: 서울 지하철 7호선 석남(거북시장)~청라국제도시(하나금융타운)역 구간 연장 개통과 함께 종착역으로 환승역이 될 예정

## 한자
역명에 포함된 “청라”의 한자 표기는 본래 지명인 청라도의 표기인 菁蘿 대신 청라국제도시의 것을 따른 靑羅를 표기한 것이다.

## 개요
인천국제공항철도의 내륙 구간에 위치한 마지막 역으로 수도권 통합요금제는 이 역 이후의 영종역부터는 적용되지 않는다. 추후 서울 지하철 7호선이 개통되면 환승역이 될 예정이다.

## 역 구조
역사와 승강장은 경명대로를 사이에 두고, 140m가량 떨어져 있으며, 이 사이를 지상 2층의 고가 통로로 잇는다. 출입구는 2개다.

### 역 구조
1면 2선의 섬식 승강장을 갖춘 지상역이며, 반밀폐형 스크린도어가 설치되어 있다.
| ↑검암   |
| １２ \| |
| 영종↓   |

| 1 | ● 인천국제공항철도 | 김포공항 · 디지털미디어시티 · 홍대입구 · 서울역 방면 |
| 2 | ● 인천국제공항철도 | 영종 · 인천공항1터미널 · 인천공항2터미널 방면        |

## 이용객 변동
2014년 자료는 개통일인 2014년 6월 21일(토요일)부터 12월 31일(수요일)까지인 194일 기준으로 환산한 것이다.
| 노선     | 노선 | 일평균 인원수 (명/일) | 일평균 인원수 (명/일) | 일평균 인원수 (명/일) | 일평균 인원수 (명/일) | 일평균 인원수 (명/일) | 일평균 인원수 (명/일) | 일평균 인원수 (명/일) | 일평균 인원수 (명/일) | 일평균 인원수 (명/일) | 각주  |
| 노선     | 노선 | 2007년                | 2008년                | 2009년                | 2010년                | 2011년                | 2012년                | 2013년                | 2014년                | 2015년                | 각주  |
| -------- | ---- | --------------------- | --------------------- | --------------------- | --------------------- | --------------------- | --------------------- | --------------------- | --------------------- | --------------------- | ----- |
| 공항철도 | 승차 | 미개통                | 미개통                | 미개통                | 미개통                | 미개통                | 미개통                | 미개통                | 4,486                 |                       | [ 1 ] |
| 공항철도 | 하차 | 미개통                | 미개통                | 미개통                | 미개통                | 미개통                | 미개통                | 미개통                | 4,214                 |                       | [ 1 ] |

## 역 주변
역의 위치는 청라국제도시의 북단이며, 도보 1km 거리 내에 여객 수요를 유발할 만한 시가지나 시설은 2016년에는 대다수가 완성되지 않은 상태였다. 개발이 완료된 청라국제도시 시가지와는 직선 거리로 1.5km 이상 떨어져 있으며, 이들 시가지와 역을 잇는 시내버스 노선이 운행되고 있다.
| 나가는 곳 | 방면                                                            |
| --------- | --------------------------------------------------------------- |
| 1         | 청라달튼외국인학교 베어즈베스트청라GC 서부산업단지 청라국제도시 |
| 2         | 인천서부일반산업단지 주차장                                     |

## 사진

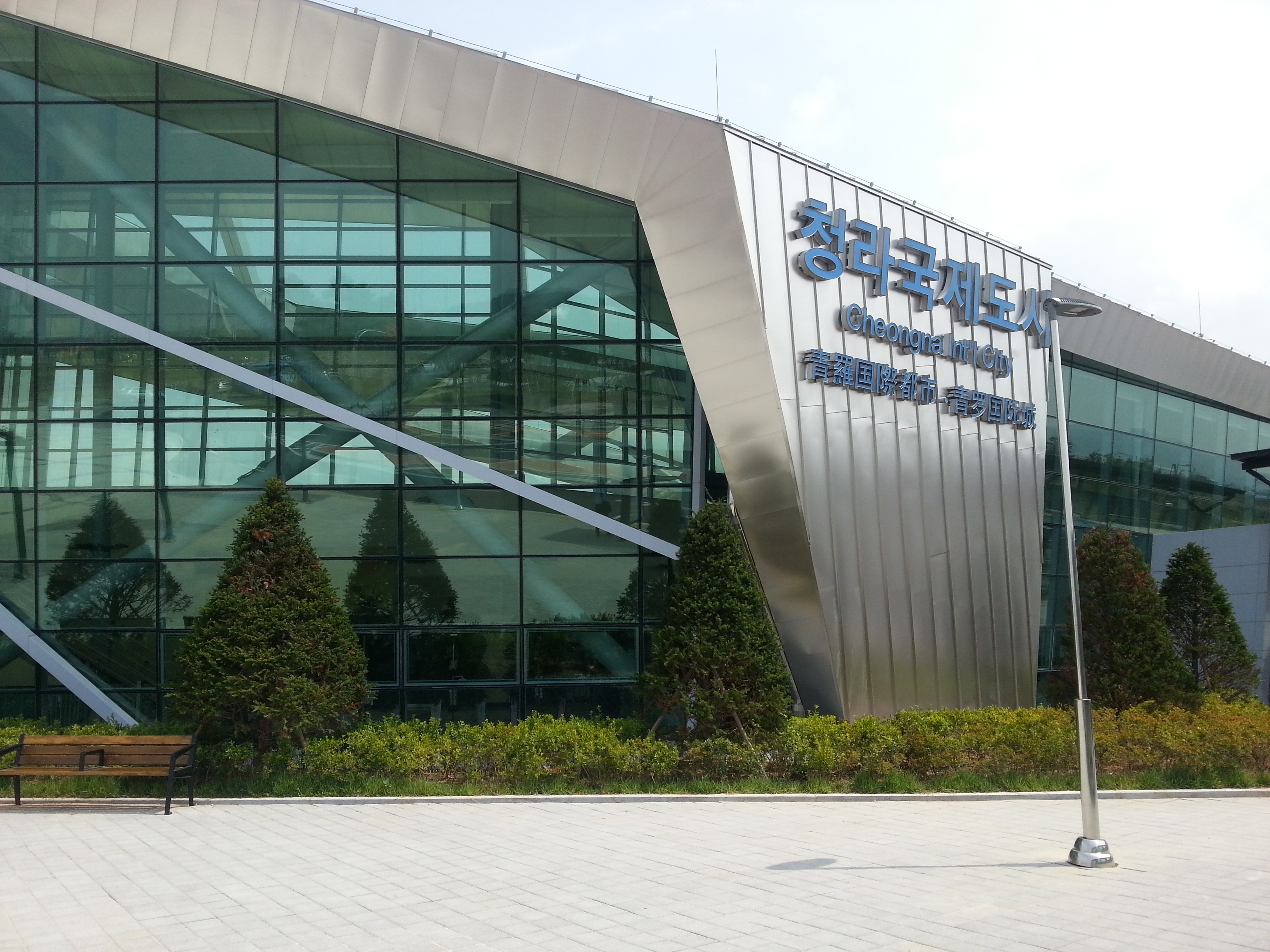
역사
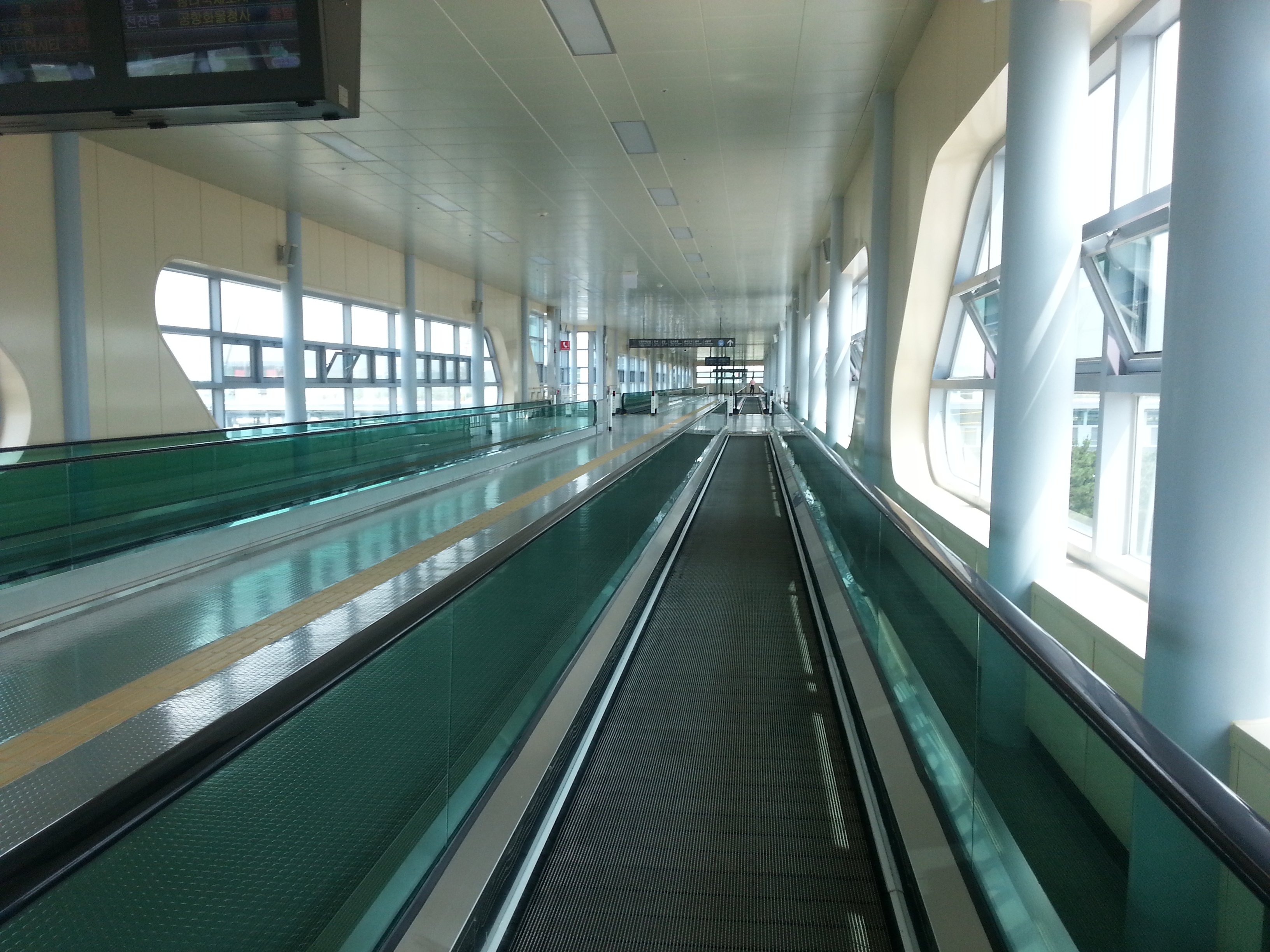
대합실과 승강장을 잇는 통로
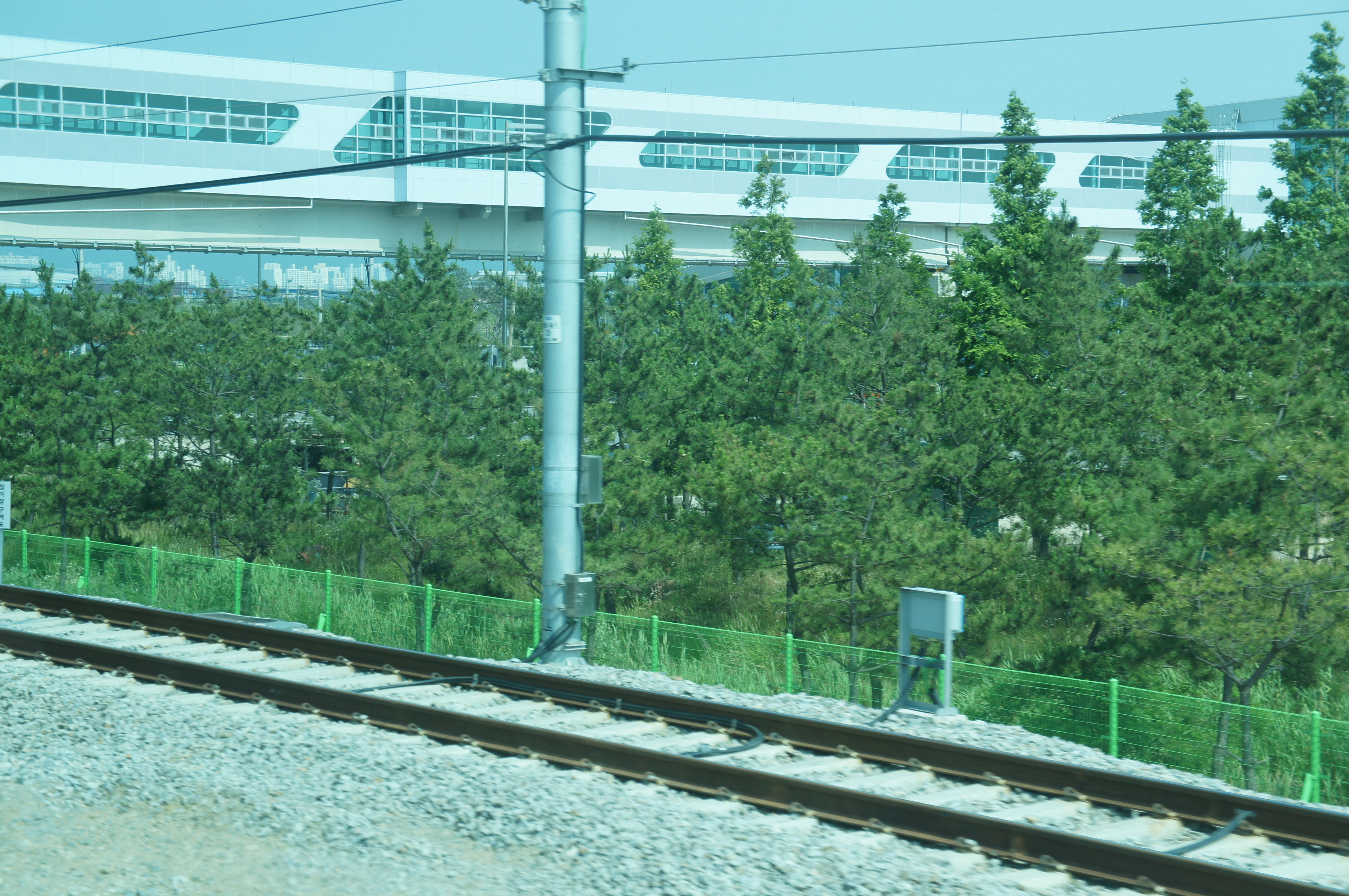
통로 외관

## 인접한 역
| 인천국제공항선       | 인천국제공항선          | 인천국제공항선                 |
| -------------------- | ----------------------- | ------------------------------ |
| A07 검암 서울역 방면 | ● 인천국제공항철도 일반 | A072 영종 인천공항2터미널 방면 |